# マブチモーター社長宅殺人放火事件
マブチモーター社長宅殺人放火事件（マブチモーターしゃちょうたく さつじんほうかじけん）は、2002年（平成14年）8月5日午後、千葉県松戸市常盤平にあったマブチモーター社長（当時）・馬渕隆一（まぶち たかいち / 同社創業者・馬渕健一の弟）宅で発生した強盗殺人・放火事件。
主犯格の小田島 鐵男（おだじま てつお）ら本事件の死刑囚の男2人は、馬渕の妻A（事件当時66歳）と長女B（事件当時40歳）を絞殺し馬渕宅を放火した。
主犯格の小田島ら本事件の死刑囚の男2人は本事件以降も同年9月24日に東京都目黒区歯科医師強盗殺人事件（とうきょうとめぐろく しかいし ごうとうさつじんじけん）、さらに同年11月21日には千葉県我孫子市金券ショップ経営者妻殺害事件（ちばけんあびこし きんけんショップけいえいしゃ つま さつがいじけん）と計2件の強盗殺人事件を起こしており、一連の連続殺人事件は「警察庁広域重要指定124号事件」に指定された。

## 死刑囚

### 小田島鐵男
本事件を含め一連の連続強盗殺人事件の主犯格だった元死刑囚・小田島 鐵男（犯行当時59歳、逮捕当時61歳、死亡時の姓：畠山）は、1943年（昭和18年）4月17日に北海道北見市で生まれ、死刑確定後の2017年（平成29年）9月17日に収監先の東京拘置所で食道がんのため病死した（74歳没）。

#### 生い立ち
小田島は出生前に父が死亡したため、祖父母の子として入籍され、実母・母方の祖父母の「畠山」姓で育った。北海道紋別郡滝上町で育ったが、当時4歳だった1947年（昭和22年）には、実母から無理心中を迫られた。
祖父母の家庭、母とその交際相手の家庭、親戚の家庭を転々としながら成育した小田島は、生活は貧しく、中学生時代には、買い物に行った店の引出しから現金を盗んで補導された。さらに中学校卒業後、店を経営する祖母の小切手を、その取引先に持ち込み、1万円を借りて遣ったこと、空腹に耐えられず、夜間に飲食店に忍び込んで飲食物を盗んだことで、1959年（昭和34年）10月、家庭裁判所から詐欺・窃盗の罪で、紋別市の中等少年院送致の処分を受けた。
その後、小田島は家族の下を離れ、住み込みで働くなどして生活していたが、やがて金銭に窮するようになった。1960年（昭和35年）12月、当時17歳だった小田島は、夜間商店のショーウィンドーから、指輪を盗んだなどとして、窃盗・窃盗未遂・住居侵入未遂の罪で、懲役1年以上3年以下の不定期刑に処せられ、函館少年刑務所に服役した。
函館少年刑務所を出所後、小田島はバーテンダー、ミシンのセールスなどの職を務めつつ、北海道内を転々としたが、寸借詐欺や自動車窃盗で逮捕され、札幌刑務所で3年間服役した。26歳だった1969年（昭和44年）には、帯広市で窃盗と傷害で逮捕され、釧路刑務所に服役した。以後、甲府、府中、鹿児島の各刑務所で、それぞれ獄中生活を経験した。
結局、小田島は1989年（平成元年）3月までの間に、窃盗・詐欺などの罪で、合計6回にわたり懲役刑に処せられるなど、多数の前科があった。

#### 練馬三億円事件
1990年（平成2年）6月2日深夜、小田島は刑務所で知り合った男とともに、東京都練馬区内にある建設会社「内野工務店」（同区本社所在）の社長宅に押し入り、翌6月4日正午頃までの約38時間にわたって社長ら家族7人を脅迫・監禁し、3億円を強奪した練馬三億円事件を起こした。
警視庁練馬警察署捜査本部・警視庁捜査一課は同事件を多額強盗事件とみて、強盗・逮捕・監禁容疑で逃走した2人組の行方を追った。
1990年9月20日、小田島は新東京国際空港（現・成田国際空港）から香港に出国して行方をくらましていたが、1990年9月22日午後8時過ぎの便で帰国したところ、成田空港に張り込んでいた練馬署捜査員に任意同行を求められた。警視庁練馬署捜査本部が取り調べたところ、小田島は3億円強奪を認めたため、1990年9月23日夜に強盗・逮捕監禁・建造物侵入の容疑で逮捕された。
なお、同事件の主犯格とされた男は1990年11月29日、潜伏先の茨城県つくば市内で逮捕された。その後、主犯格と認定された共犯の男Xとともに、強盗、逮捕・監禁などの罪で、東京地方検察庁から、東京地方裁判所に起訴された。
東京地方裁判所（高橋省吾裁判長）は1991年（平成3年）11月28日の判決公判で、主犯の被告人に懲役13年、小田島被告人に懲役12年の判決をそれぞれ言い渡した。

#### 宮城刑務所服役中
練馬三億円事件で懲役13年の有罪判決が確定した小田島は、1992年（平成4年）2月18日以降、宮城刑務所に服役した。
小田島は服役直後の1992年3月12日、所内の印刷工場に配属された際、同じ工場の同じ班に配属された後述の男Mと知り合った。小田島は1995年（平成7年）12月14日、Mと同房になった。
これを機に2人は親しくなり、周りの同房者に対し「前は会社の社長宅に押し入り、銀行から金を持って来させて、3億円を強奪した。海外で豪遊して帰って来た」と、練馬三億円事件について繰り返し自慢するような発言をするようになった。また、出所後について「資産家の家を狙って、10億円ぐらいの大金を手に入れる。今度は証拠隠滅のため、家の人間を皆殺しにし、火を点けて逃げる。その後は、偽名のパスポートで海外に高飛びする」などと、将来の犯行計画について話したりしていた。
そして小田島は、犯行のターゲットとして「会社として利益が出ていて、ワンマン経営で、大金をある程度自由に動かせるオーナー社長を狙おう」と考えた。小田島は獄中で雑誌などを読んで会社の内容などを調査し、多数の会社の持ち株率・借金状態・住所・電話番号など、各種のデータをノートに書き込み、情報を収集した。小田島はその結果、多数の候補の中でも会社の経営状態が良く、社長の持ち株率も高いマブチモーターを一番の有力候補と考えた。
前述の受刑者Mとともに犯行計画を話し合ったり、計画を記したノートを見せ合うなどするうちに、小田島はMに「入手した金を折半しよう」などと持ち掛け、犯行計画に誘うようになった。最初は軽く受け流していたMも、小田島から何度も誘われるにつれて本気になり、1996年（平成8年）年末頃までに小田島に対し、小田島と犯行計画を実行する意思を伝えた。
その後も小田島はMと、上記犯行計画について何度も話し合った上で、Mに「先に出所したら、犯行の謀議に使用するアパート・犯行に使用する自動車・資金などを準備しておいてくれ」と依頼した。

### 死刑囚M
共犯者M・Kは1950年（昭和25年）10月17日に鹿児島県伊佐郡で生まれた。2019年10月1日時点で死刑囚Mは東京拘置所に収監されていた。死刑囚は2013年5月、斎藤充功と面会した際に死刑囚Mが再審請求中であることに言及しており、2015年12月時点では最高裁に係属されていた。

#### 生い立ち
Mは幼少期に両親が離婚し、その後は父の家庭で成育した。Mは中学卒業後、父が教員として勤務する、鹿児島県内の私立高校に進学したが中途退学し、その後は大阪府大阪市内の会社に勤務しつつ、定時制の高校に通い卒業した。
1976年（昭和51年）、Mは勤務先で知り合った女性と結婚し、息子1人をもうけた。しかしMはその後、競馬などのギャンブルにのめり込み借金を重ねるようになったため、1979年（昭和54年）頃に退職した。Mはその後妻とも離婚し、転職・転居を繰り返すようになった。
Mは1983年（昭和58年）3月25日、自動車を無免許で運転したなどとして、有印私文書偽造・同行使、道路交通法違反の罪により、懲役10か月・執行猶予3年の刑に処された。
その後、同居していた女性の金品を盗むなどして、1986年（昭和61年）12月1日、窃盗罪により懲役1年4月に処せられ、医療刑務所に服役した。

#### 殺人前科
Mは前述の刑期を終え、医療刑務所から出所後、東京都調布市内に在住していた。
1988年（昭和63年）9月、Mの交際相手だったタイ人女性は、タイの売春シンジケートで同居していた、使用者のタイ人女性（事件当時21歳、東京都新宿区上落合在住）に、「使用権」を保有され、歌舞伎町のバーで男性客との売春に応じていた。
交際相手女性は、バーの常連客だったMに対し「120万円払えば自由にしてやる、と使用者から言われた」と相談した。
これを受け、Mは交際相手の女性を束縛から解放するため、1989年（平成元年）1月9日夜、使用者女性のマンションを訪れ、「（交際相手女性を）60万円で自由にしてくれ」と相談した。
しかし交渉は難航し、Mはその使用者の女性と口論となった。激情に駆られたMは、使用者女性の首を、室内にあった電話コードで絞めて殺害し、女性の部屋にあった現金7万円・ネックレスなどを盗んで逃走した。
被疑者Mはこの殺人事件で、警視庁戸塚警察署捜査本部により、1989年4月12日夜、殺人・窃盗容疑で逮捕された。1989年10月11日、被告人Mは殺人・窃盗の罪により、懲役12年に処せられた前科があった。

#### 宮城刑務所服役中
前述の懲役刑により、1989年10月26日から、受刑者Mは宮城刑務所に服役することになった。
Mは当初、刑務所内の印刷工場に配属されたが、1992年2月18日、前述のように小田島が同刑務所に収監されてきた。
1992年3月12日、Mと同じ印刷工場の同じ班に小田島が配属された。その後の1995年12月14日、Mは小田島と同房になり、自然に親しくなっていった。
小田島は、他の同房者たちに対し、「以前、資産家の家に押し入って人質を取り、3億円を奪い、海外で豪遊して帰ってきた」などと繰り返し自慢したり、出所後について「金持ちの社長の家を襲い、億単位の金を奪う。証拠を残さないよう、家人を皆殺しにし、家に火を点ける」「成功したら他人名義の偽造パスポートを作って海外に行き遊んで暮らす」などと、将来の犯行計画について話したりしていた。多くの者は、小田島の話を非現実的な話と考え、軽く聞き流しており、Mも当初は半信半疑だった。
しかし、Mは小田島の話に「すごいですね」など、適当に話を合わせているうちに、小田島から、マブチモーターをはじめ、多数の会社の名称・住所・取締役の名前・資本金・株価・借金状況・大株主の持株比率など、様々な情報を、雑誌などを読んで研究しつつ、それらを詳細にメモしたノートを見せられた。
これによりMは、小田島が「大金を動かすことができるワンマンの経営者を狙っていること」「会社の負債や持株比率などから、マブチモーターが有力候補であること」「同社からは10億円くらい取れそうであること」など、具体的な話をされるようになった。そして研究熱心な小田島に感心したMは、小田島に 「一緒に（犯行を）やらないか。奪った金は折半しよう」などと持ち掛けられ、「やります」と答えたが、互いに出所は先の話だったため、この時点ではまだ本気で考えてはいなかった。
しかし、Mはその後も、小田島から繰り返し、上記ノートを見せられたり、事件の計画について話をされ、何度も「一緒にやろう」と誘われたことから、「小田島が本気で自分と一緒に犯行を行おうと考えている」と思うようになった。Mは当時、「自分のように殺人事件を起こし、10年以上も刑務所に服役する人間は、世間から冷たく見られる」と思い、出所後の生活に夢も希望も持てずにいたが、小田島から「億単位の大金を手に入れる事件をやろう」と誘われたことで、「小田島と事件を起こして大金を得れば、好きな旅行や女遊びに金を使うことができるようになる」と考えるようになり、この際、小田島を信頼して勝負に出るしかないと考えた。
Mはその結果、1996年末頃までには小田島とともに犯行計画を実行する意思を固め、小田島に対しその旨を伝えた。
その後もMは小田島と、印刷工場の暗室で作業している時や食事中などに、犯行をどのような方法で実行するかについて、「マブチモーター社長など、東京周辺の資産家を狙い、家に押し入って家人を脅し、銀行などから大金を用意させ強奪する。その後、証拠を隠滅するため、家人を皆殺しにして家に放火する」ことなどを、何度も話し合った。
1997年（平成9年）12月頃、小田島と別の房に移ることが分かると、Mは小田島と出所後の連絡先を交換するとともに、小田島から「Mが先に出所したら、犯行に使用するためのアパート・自動車・資金100万円を用意しておいてくれ」と頼まれた。Mは1997年12月12日、小田島とは別の房に移り、翌1998年（平成10年）3月23日以降、働く工場も別になったため、それ以降は出所まで、刑務所内で小田島と会うことはなくなった。

## 事件前の経緯

### M・小田島が出所
2000年（平成12年）5月23日、仮釈放を許された受刑者Mは、宮城刑務所から出所した。
Mはその後、しばらくは更生保護施設に寄宿していたが、仮出所後も定職に就かず、知人らとともに浮浪者の名義を利用して携帯電話を購入し、外国人らに転売する仕事をしていた。
Mはその後、その仕事から手を引くことにしたが、その際に数名の浮浪者の個人情報・印鑑を入手し、その浮浪者の個人情報のうち1人の名義を利用し、国民健康保険証を取得してこれを身分証明書として用い、同人名義で借金をしたりして金を稼いだ。
そして、保護観察期間終了後の翌2001年（平成13年）9月頃、Mは施設を出てアパートの一室を借り、宮城刑務所で知り合った群馬県佐波郡に住む知人を頼り、知人宅に居候するなどして生活を送っていた。Mはその後もまじめに働く気はなく、知人らと浮浪者の名義を利用して携帯電話を購入し、外国人などに転売するなどして金を稼いでいた。
2001年9月28日、Mは入手した浮浪人のうち1人の名義を利用し、消費者金融から借入れをするため、群馬県佐波郡内の村役場で浮浪人の住民登録を不正に知人方に異動させ、住民基本台帳ファイルに虚偽の記録をさせ、公正証書の原本としての用に供した（Mの電磁的公正証書原本不実記録罪、同供用罪）。これにより、国民健康保険証などを入手したMは、これを身分証明書として用いて浮浪人名義で借金をし、借りた金でフィリピンに旅行に行ったり、パチンコに興じるなど、無為徒食の生活を送っていた。2001年12月から、Mは知人の紹介で、運転手の仕事を始めたものの、楽をして大金を得ることはできないかなどと考えていた。
Mは2002年5月、「そろそろ小田島が仮釈放され、刑務所を出所してくる頃だ」と考えた。Mは「小田島と宮城刑務所で話し合った犯行計画を、まだともに実行する気があるならば、一緒に実行したい」と考え、「刑務所内で話し合った計画がどうなったか聞こう」と思い、小田島から出所後の連絡先として教えられていた、小田島の義父の電話番号に電話をかけた。
その結果、約1か月後の2002年6月下旬頃、「小田島が仮出所する」と聞いたため、自分の携帯電話の電話番号を連絡先として教え、「小田島が出所したら、その番号に連絡してくれ」と伝言した。その上で2002年6月11日、Mは小田島の出所に備え、群馬県伊勢崎市内のアパートの一室を借り、そこに住むようになった。

### 偽造パスポートの用意
小田島は2002年6月25日付で仮釈放を許され、宮城刑務所を出所した。同日、保護観察所に出頭した小田島は東京都内の更生保護施設に入所するとともに、義父からMの携帯電話の電話番号を聞いた。Mに電話をかけて連絡を取った小田島は、翌6月26日、外泊許可を受けて、Mに駅まで迎えに来てもらい、Mが用意したアパートに行った。
小田島はアパートに着くと、宮城刑務所の中で話した「マブチモーターを狙う計画」についてMと話し合った。 Mは「小田島に計画を実行する気持ちがまだ残っていれば、やるつもりだ」と考えていたため、小田島から「マブチモーターの社長宅を狙おう。Mさん、気持ちは変わってないか」などと切り出し、犯行計画を実行する気持ちに変化がないか確認された上で、改めて「10億円くらいは手に入る」などと切り出されると、Mは「大丈夫です。やりましょう」と答えた。
そのため2人はその場で、刑務所内で話した計画の内容を再度確認し、億単位の金員を強取できるものと期待し、これを実行することを決めた。小田島はその際、Mに対し「事件を起こした後、警察からのマークを避けたり、海外逃亡できるように、他人名義のパスポートを作りたい」と相談した。Mは「小田島が逮捕されれば、自分の身も危うくなる」と考えたことから、これに協力し、前記の方法で入手した浮浪人の個人情報・同人名義の国民健康保険証などを小田島に受け渡した。
小田島は、浮浪者名義のパスポートを入手するとともに、犯行後に他人に成り代わって生活するため、Mの共犯者が入手していた浮浪者の個人情報を利用した。2002年7月12日、小田島は同名義の一般旅券を入手しようと、この浮浪者が住民登録していた伊勢崎市役所に対し、浮浪者の住民登録を不正に異動させようとして、市民課戸籍係員に対し「浮浪人は伊勢崎市内の（Mが用意したアパートの）住所に転入した」とする虚偽の内容の住民異動届を提出するなど、虚偽の申し立てをして、住民基本台帳ファイルに嘘の記録をさせ、備え付けさせた（小田島の電磁的公正証書原本不実記録罪、同供用罪）。
小田島は2002年7月22日、更生保護施設から義父方を転居先とする転居許可を受け、2002年7月25日に施設を退所した。
小田島は2002年7月26日、同じく浮浪者名義で外務大臣・川口順子（当時）宛ての一般旅券発給申請書を作成し、その氏名欄に浮浪人の実名を、現住所欄に「群馬県伊勢崎市…」（当時の2人の住所）などと記入し、申請者署名欄にも浮浪人の実名を記載した上で、小田島自身の顔写真を貼り付け、一般旅券発給申請書1通を偽造した（小田島の有印私文書偽造罪）。
小田島は同日、この一般旅券発給申請書を前橋市内の群馬県パスポートセンターに、浮浪人の戸籍謄本などとともに本物と装って提出し、群馬県知事（当時：小寺弘之）を経由し、川口外務大臣に一般旅券の発給を申請した（小田島の有印私文書行使罪）。
2002年8月6日付、小田島は同センターで、浮浪人名義・小田島の顔写真入りの一般旅券（旅券番号：TG2422125）の交付を受けた（小田島の旅券法違反）。この不正行為で小田島が旅券の交付を受ける際、Mはあらかじめその情を知りながら、2002年6月27日頃、同県伊勢崎市内のM方（当時）で小田島に対し、浮浪人名義の国民健康保険被保険者証・住民票などを手渡し、前述の各犯行を遂げるために必要な浮浪人の氏名・生年月日・登録住居地など、各種個人情報を教示するなどし、小田島の各犯行を容易にさせ幇助した（Mの電磁的公正証書原本不実記録幇助罪、同供用幇助罪、有印私文書偽造幇助罪、同行使幇助罪、旅券法違反幇助）。

### 犯行前の準備
小田島は、当時マブチモーターの社長だった馬渕隆一宅付近を数回下見し、電話をかけて日中の在宅状況を調べるなどして情報を収集した。
2002年7月下旬頃までに2人は、小田島が収集した情報をもとに、「2002年8月5日に犯行を実行する。具体的な手順としては『宅配業者を装って馬渕邸に侵入し、在宅している女性を人質に取る。その後、馬渕社長が帰宅したら、刃物で脅すなどして制圧し、電話で銀行から現金を持参させて奪う。その後、一家を皆殺しにし、家に火を点けて逃亡する』」ことなどを取り決めた。小田島らは犯行当日までに、犯行に使用する段ボール・刃物・布粘着テープ・缶入り混合ガソリンなどを用意したり、犯行時に乗っていく自動車を駐車しておく場所を馬渕邸の最寄り駅である新京成電鉄新京成線（現・京成松戸線）常盤平駅から離れた、別の駅（松戸駅）近くの駐車場に決めたりするなど、犯行のための準備を進めた。
小田島らは2002年8月5日、Mが運転する自動車で下見をしておいた、松戸駅前の駐車場に向かい、同日午前11時30分頃にその駐車場に自動車を駐車した。2人はそこから電車（新京成線）・徒歩で馬渕邸に向かった。

## 事件発生

### 第1の事件（本事件）
2002年8月5日午後3時頃、小田島・M両名は、宅配業者を装って馬渕邸を訪問した。その際、馬渕の長女B（当時40歳）が応対し、1階の玄関ドアを開けた。
小田島・Mはそのまま家の中に押し入ると（住居侵入罪）、Bと、その母親である馬渕の妻・A（当時66歳）に対し、持っていた刃物のようなものを突き付け、両名の両手首をネクタイのようなものでそれぞれ縛り上げた。そして、2人の口・長女の眼に布粘着テープを貼り付けるなどの暴行を加え、2人を抵抗できないようにした上で、馬渕家の資産である現金数十万円や、市価数十万円から数百万円の、外国製の腕時計5個、ダイヤモンドなどの指輪4個の、貴金属計5点（時価合計約966万円相当）を奪った。
小田島はそのまま、2階の馬渕夫妻の寝室で、Bの首にネクタイを巻き付けて絞めつけ、被害者Bを窒息死させて殺害した（強盗殺人罪）。そして、Mは1階の居間で、Aの首をネクタイのようなもので絞めつけ、被害者Aを窒息させて殺害した（強盗殺人罪）。殺害される直前、Bは小田島らに対し、「なぜ、こんなことをするの」と、涙を浮かべて訴えていた。
小田島らは2人を殺害後、同日午後3時30分頃にはBの遺体があった2階の寝室で、ベッド上に混合ガソリンを撒いた。さらに、Aの遺体があった1階居間の床上にも同じく混合ガソリンを撒くと、その2か所にそれぞれライターで点火し、放火した（現住建造物等放火罪）。
火は、1階居間の壁・天井などに燃え移り、馬渕邸（鉄筋コンクリート造亜鉛メッキ鋼板葺2階建て、床面積合計約214.81㎡）のうち、1階居間の壁・天井など、合計約83㎡が焼失した。放火後2人は、勝手口から逃走し、松戸駅に戻り、車で逃走した。事件後、小田島・M両名は8月20日、フィリピンに出国した。

### 第2の事件（東京都目黒区歯科医師強盗殺人事件）
当初の計画とは異なり、本事件では馬渕邸にある金品を強取しただけで、予想していたほどの大金を得られなかった。そのため、小田島は自動車学校の費用・生活費・パチンコ代などに、Mも旅行・フィリピン女性との交際・パチンコなどの遊興費などに、それぞれ強奪した金品を浪費した。
これにより2人は金銭に窮したため、Mは事件から約1か月後の2002年9月頃、フィリピン旅行から帰国して以降、「再び本事件のような事件を起こし、大金を手に入れたい」と思うようになり、小田島に対し「また資産家を狙おう」と提案した。
Mは、小田島から「すぐには計画を立てられない」と言われたことから、その後しばらくは、Mのアパートで同居しつつ、2人でマンションなどへの空き巣狙いで、窃盗を繰り返して生活していたが、その後「どうせ捕まる危険を冒すのであれば、資産家の家に押し入り、家人を縛り上げて大金を奪う方がよい」と思い、再び小田島に対し、資産家を狙おうと催促するようになった。
小田島は、以前犯行標的の候補として検討していたゲームソフト会社の社長宅を狙おうと考えたが、Mとともに同社長宅を下見に行ったところ、防犯設備が整っていたことから、同宅を狙うことを断念した。しかし、その帰宅中に小田島は「歯科医であれば金を持っているだろう」と考え、立ち寄ったコンビニエンスストアから取ってきた職業別電話帳を調べたところ、東京都品川区内（東急目黒線・武蔵小山駅付近）の、歯科医院の広告が掲載されていた。これに目を付けた小田島は、Mに対し、同医院を経営する目黒区目黒本町在住の歯科医男性C（当時71歳）宅を標的とし、狙うことを提案すると、Mはこれを承諾した。
2002年9月19日、2人は歯科医院・C宅周辺を下見した結果、C宅には入りやすいと判断し、同所で強盗殺人を行うことを決めた。小田島が具体的な計画として、夕方に歯科医院の前でCが帰宅するために出てくるのを待ち、家までCの後をつけ、Cが家に入ったところ、ナイフで脅して家に押し込み監禁して金を出させることとし、金を奪った後、マブチモーター事件と同様に家人を皆殺しにし、現場から逃走するという計画を立てた。
2人はその後、犯行に使用するナイフ・手袋を用意し、2002年9月23日には、翌24日に計画を実行することを決めた。
2人は事件当日の2002年9月24日、Mが運転する車で歯科医院に赴き、少し離れた場所に車を駐車した。その後、再度C宅を下見し、歯科医院の診療終了時刻が近づくと、帰宅するCが歯科医院から出てくるのを医院付近で待っていた。しかし夕方になっても、Cが一向に出てこなかったことから、Cが出てきたのを見逃したかもしれないと考えた2人は、小田島がC宅に向かった上でMが歯科医院前に残り、小田島からの電話連絡を待つことにした。現場となったC宅は、東急目黒線西小山駅から北約300mの住宅街の一角だった。
2002年9月24日午後6時30分頃、小田島は勝手口のドアからC宅に押し入り、Cの左側胸部を突き刺すなどして、被害者Cに肺損傷を伴う刺傷を負わせた。小田島はそのまま、C所有の現金約35万円・カレッジリング1個（時価3万円相当）を強奪すると、C宅から徒歩約10分の距離にある歯科医院前で待機していたMを電話で呼び出した。この時点でCは、既に両手をコードのようなもので縛られており、腹部から大量の血を流しながら居間の床の上に倒れ、身動きを取れず弱い呼吸をしていた。
その後、小田島から「（首を）絞めてくれ」とCの殺害を指示されたMは、殺意を持った上で、Cの首をタオルで首を力一杯絞めつけた。被害者Cは顎が少し上がった状態で「うっ」と苦しそうな声を出し、体が緊張した状態になったが、そのままMが首を絞め続けると首の力が抜け、やがて力が抜けてだらんとした状態のまま、身動きをしなくなった。Cはこの結果、左側胸部を刺されたことにより左肺を損傷しており、これに起因した胸腔内出血と、首を絞められたことによる窒息により死亡し、殺害された（強盗殺人罪）。
被害者Cの遺体を司法解剖しその死因などの鑑定をした医師が、小田島の公判で証人として出廷・証言し、刑事裁判で事実認定された内容は以下のようなものだった。
- 被害者Cの肺損傷による胸腔内出血・首を絞められたことによる窒息は、いずれも単独で、最終的に脳の循環障害を生じさせるものである[24][35]。そのため、小田島被告人・被告人Mのどちらの原因がより直接的に効いたかは判断できないという意味で、死因が競合しているといわざるを得ない[24][35]。
- しかし両者がともにある場合、片方しかない場合に比べて死期が早まることは十分考えられ、最終的には両者が死因として関与したということができるということから、小田島被告人の刺突・被告人Mの絞首とも、被害者Cの死亡という結果と因果関係を有する[24][35]。

被害者Cは妻・内科医の長男との三人暮らしだったが、当時妻と長男は旅行中だった。Cはこの日、午後6時10分頃までは自分の経営する歯科医院で勤務しており、午後7時頃には近くの娘婿宅を訪れる約束をしていた。

### 第3の事件（我孫子市金券ショップ経営者妻殺害事件）
2人は目黒区の事件後、奪った金品を約1か月で浪費したため、再び金銭に窮し、空き巣狙いによる窃盗を繰り返す生活をするようになった。
Mは2002年10月上旬頃から、再び小田島に対し「金持ちのところを狙おう」などと誘うようになった。小田島も目黒区の事件で思っていたほど大金を得られなかったため、次の事件を考えるようになった。
小田島は以前、東京都千代田区神田の老舗金券ショップに来店した際、その活況ぶりが印象に残っていたことを思い出したため、同店を狙うことを思いつき、2002年11月15日頃、Mにそのことを提案すると、Mもこれに賛成した。
小田島・M両名は、2002年11月18日頃に金券ショップを下見したが、同店は防犯設備があり「そのまま押し入るのは困難だ」と判断した。そこで、同店を経営する経営者男性D（事件当時69歳）を拉致し、同店に連れて行き、鍵を開けさせて押し入ることを決めた。
Dを拉致する方法としては「帰宅途中を襲う方法を取ろう」「それが無理な場合、マブチモーター事件と同様、先に家に押し入り、家人を監禁して人質に取り、帰宅したDを捕まえよう」と検討した。そこで小田島らは同日、帰宅するDを尾行し、千葉県我孫子市柴崎台のJR東日本常磐線天王台駅付近にあるマンションに、Dが在住していることを突き止めた。
その上で2人は現場付近の状況を下見し、Dの下車駅からD宅までの間で、Dを襲撃・拉致することを決めた。また、小田島らは2002年11月19日、犯行に使用する手錠・催涙スプレーを購入し、D宅に侵入する場合は警察官を装うこと、翌日に計画を実行することなどを決めた。現場周辺は事件前から空き巣被害が頻発していたため、所轄の千葉県警我孫子警察署が重点的に警戒していた。
小田島らは2002年11月20日朝、警察官を装うためにスーツを着用し、包丁・催涙スプレーを封筒に入れて持った上で、Mの運転する自動車で現場に向かった。2人はD宅を再度確認した上、午後7時から8時頃にDの下車駅で、Dが出てくるのを待った。しかし同日は、午後11時を過ぎてもDが姿を見せなかったため、小田島らはこの日の計画の実行を断念し、警察官を装ってD宅に押し入る方法に計画を変更した上、翌日に実行を延期することとした。当時、Dは事件直前から残業で帰宅が遅くなることが多かった。同夜は、高速道路のサービスエリアに車を駐車し、車内で仮眠を取った。
翌日（2002年11月21日）、2人は再びD宅に戻り、D宅やその周辺を下見した上で、マブチモーター事件と同様にD宅の最寄り駅・天王台駅から離れた別の駅前の駐車場に駐車し、そこから電車・徒歩でD宅へ向かった。
2人は2002年11月21日午後6時10分頃、Dが在住するマンションの一室を警察官を装って訪問した。その際、在宅していたDの妻E子（事件当時65歳）が応対し、玄関ドアを開けた。E子は夫Dが経営する会社の役員を務めており、同じ職場に勤務していたが、事件数日前から風邪で休んでいた。
2人は居宅内に押し入ると、E子の顔を拳で殴打し、ナイフを突き付けて室内に押し込んだ上で、E子を手錠・猿轡で拘束した。さらに、抵抗するE子の顔面を殴り、催涙スプレーを吹き付け、後ろ手錠をかけるなどの暴行を加えた。
小田島らはそのまま、E子から金品のありかを聞き出し、Dらが所有していた現金百数万円や、財布1個（時価約2000円相当）などを強奪した。
さらにMは、口封じのため家人を殺害しようと、殺意を持ってE子の首にアース用コードを巻き付け、絶命するまで数分間絞め続けた。そしてMは、同コードを首に結んで固定し、E子を窒息死させて殺害した（強盗殺人罪）。

## 捜査

### 本事件

#### 事件発生
2002年8月5日午後3時50分頃、馬渕邸から出火し、その大半が焼失した。
焼け跡の1階居間・2階居間の2か所から、それぞれ2人の遺体が発見されたが、いずれもガソリンのようなものを撒かれて火を点けられ、炭化するほど激しく焼けており、年齢・服装などは判別できない状態だった。
馬渕は、殺害された妻・長女に加え、当時43歳の長男と4人暮らしだったが、馬渕本人は仕事で外出していた。また、同日正午から午後1時頃まで、いったん昼食のために帰宅していた長男も、その後仕事で外出しており、無事が確認された。
焼け跡にはガソリンのような油が撒かれていた形跡が確認されたことから、千葉県松戸東警察署は、遺体は妻・長女とみて身元の特定を進めるとともに、放火・殺人事件の疑いもあるとみて捜査を開始した。
近隣住民の女性は「馬渕邸から黒煙が上がり、（遺体が発見された）1階の居間を中心に燃えた」と証言した。

#### 捜査本部設置
翌2002年8月6日、千葉県警捜査一課などの捜査により、遺体の首には紐のようなもので絞められた痕があることが判明した。
このことから捜査一課は、何者かが2人を殺害後、馬渕邸に放火した放火・殺人事件と断定し、捜査本部を設置した。
1階居間では、腰かけるような格好で遺体が見つかり、20畳ほどの部屋全体が燃えていた。
2階は馬渕夫妻の寝室で、遺体はベッド上にあおむけに横たわり、上半身が激しく焼け、ベッド周辺だけが燃えていた。
前述のように、出火当時は馬渕とその長男が不在だったことから捜査本部は、2人が殺害されたのは、長男が外出した午後1時頃から出火した午後3時50分頃までの間とみて捜査した。
千葉県警捜査一課・松戸東署の捜査本部は8月6日、室内に物色の跡が確認できなかったことや、油類を入れた容器が見つかったことから、怨恨による計画的な犯行との見方を強めた。
また、捜査本部は遺体の歯型を鑑定した結果、1階居間のソファに座った状態で発見された遺体を妻A、2階の夫婦寝室ベッド上で仰向けになっていた遺体を長女Bと、それぞれ断定した。また、遺体を司法解剖した結果、2人の死因はともに窒息死である疑いが強まった上、2人の遺体の首には、ネクタイのようなものが、燃え残った状態で巻かれていた。さらに、激しく燃えていた2人の遺体には、死亡してから時間を置かず、すぐに焼かれたことを示す特徴がみられた。
その一方で、遺体の眼・口には、それぞれ粘着テープが貼られていたが、他の強盗事件などで犯人が被害者の動きを封じるため、粘着テープで手足を縛るケースとは異なり、遺体の手足には、縛られた痕跡がなかった。また、室内には争った痕跡もなく、過去に馬渕家からは、千葉県警に対しても、不審者に狙われているなどの相談は特になかった。このことから捜査本部は、「犯人は2人をネクタイ状のもので絞殺した後、油を撒いて火を点けた疑いが強いが、なぜ犯人が顔だけに粘着テープを貼ったのかを解明すべきだ」として捜査を進めた。
同日、松戸市松飛台のマブチモーター本社では、広報宣伝部長・総務部長が会見を行い、馬渕について「社長は相手の気持ちを思いやれる人で、社員たちからの信頼も厚い。社内・取引相手を考えてみても、恨みを買うような心当たりはない」、「奥さん（A）が病気がちで、娘さん（B）が看病しているという話を聞いたことはあるが、社長が家のことで悩んでいる様子は、特になかった」などと説明した。
これまでの捜査では、事件直前の5日午後1時頃、同居していた長男が、自宅で食事を終え、母Aを残して職場に戻った。その後、午前中に外出していた、Bが帰宅し、ともに事件に巻き込まれた、という線が強まった。
出火当時、「馬渕邸のガレージ脇の塀沿いに、普段は見かけない不審な紺色の乗用車が止まっていた」という情報が、近隣住民から捜査本部に寄せられたが、事件当時、不審者を目撃したという情報は得られなかった。

#### 2002年8月7日以降
捜査本部は2002年8月7日、現場の状況などから、犯人は当初から殺害目的で馬渕邸に侵入し、犯行に及んだとの見方を強めた。
それまでの調べによると、2人の遺体の状況から、油類が撒かれた後に火を点けられたとみられたが、現場にガソリン・灯油類の匂いは漂っていなかったため、他の油類が使われた可能性が高いことが判明した。
関係者によれば、Aは事件の7，8年前から病気を患っていたが寝たきりではなく、家の中では健常者と同様に生活できていた。
また、馬渕夫婦については「ともに優しい人で、他から恨みを買うような人ではない」（関係者）、「普段、馬渕さんが理容室の予約をする際は、必ず奥さん（A）が、電話で店に予約を入れてきてくれた」（馬渕が良く利用していた理容室の店員）など、これまでの捜査でも、被害者らの周辺に、人間関係上のトラブルは特に見受けられなかった。
2002年8月8日までの捜査で、1階部分の玄関・窓などは、すべて施錠されていた可能性が高いことが判明した。出火直後到着した消防隊員は、1階部分を1周し、開いている出入り口・窓がないか調べたが、すべて鍵がかかっており、開けられなかったため、玄関脇の窓ガラスを割り、鍵を開け、消火活動を行っていた。
また、玄関の鍵穴にも、ピッキングされるなどしてこじ開けられた形跡はなかった。現場に落ちていた燃料缶は、犯人が持ち込んだ可能性が高いとみられたため、捜査本部は遺体周辺・燃料缶内、それぞれから検出された油類の成分を分析し、一致するかどうか、鑑定を進めた。同日、松戸市内の斎場にて、A・Bの通夜が営まれた。
2002年8月9日、松戸市内の斎場で被害者2人の告別式が営まれた。同日までの捜査で、残業のため夜まで会社に残ることが多かった馬渕のために、Bがほぼ毎日弁当を作り、それを届けに運転手が、馬渕邸に受け取りに来るのが、日課になっていたことがわかった。長男も、昼食を食べに自宅に戻るのが日課になっていたため、犯人は一家の日常生活を調べた上で、犯行に及んだ可能性が浮上した。
運転手は事件当日、Bの作った弁当を受け取りに、午後2時頃に馬渕邸を訪れていたため、出火したのは、運転手が馬渕邸を後にして以降の午後3時50分頃だったことも判明した。また捜査本部は、同日までの現場検証で、2階から犯人が侵入・逃走した形跡がないか調べるため、ガレージ屋根の足跡などの有無を確認するなどした。また、犯行に使用された油類が入っていたとみられる、4リットル入り燃料缶が、黒く焦げていたため、缶の表面に記載された文字などを鑑定し、製造元などの特定も進めた。捜査本部は同日、事件前後に現場前を通行した人々に対し、不審者の目撃情報などの提供を求める立て看板を設置した。
2002年8月10日までの捜査で、Aらが自宅にいる昼間は、普段から玄関を施錠する習慣があったことが判明した。馬渕邸を頻繁に訪れていた関係者曰く、昼間は敷地内に入ることはできるが、玄関は常に施錠されていた。捜査本部は犯人の侵入経路について、2階の施錠されていない窓から侵入したか、鍵を使って玄関から侵入したなど、あらゆる可能性を視野に入れ、捜査を進めた。
これまでの調べでは、室内に物色の跡は見られず、貴重品などが盗まれた形跡はないとされ、怨恨を動機とした殺害そのものが目的の犯行と見られていた。しかし2002年8月11日、捜査本部の調べの結果、現場にあった数百万円相当の貴金属類がなくなっていたことが新たに判明した。調べによると、一家4人それぞれの寝室がある2階を中心に、物色された形跡があり、馬渕夫婦の寝室の棚の引き出しなどからは、入れてあった腕時計・指輪など、貴金属類数点がなくなっており、それらの貴金属が入っていた空き箱が床に散乱していた。
その一方で、2階には数か所に分けて、生活費など現金数十万円が置いてあったが、いずれも手付かずのままで、なくなっていない貴金属も発見された。また、夫婦の寝室にあった金庫には、会社関係・不動産関係の書類や、ゴルフ会員券などが入っていたが、施錠をこじ開けようとした形跡はなかった。こうした状況に、捜査本部は犯行動機を絞り込めずに困惑し、捜査関係者は「金目当てならなぜすべての金品を持ち去らなかったのか」「放火すれば近隣住民にすぐ犯行が露呈するのに、なぜ放火という手段を選んだのか」と、首をかしげた。
捜査本部は2002年8月13日までの捜査の結果、2人が遺体で発見された1階居間・2階寝室それぞれから、ガソリンの成分を検出した。同日、捜査本部は最後の現場検証を行った。それまでの現場検証の結果、2階の馬渕夫妻の寝室では、箪笥の引き出しが開き、床に落ちていた貴金属類のうち、馬渕の腕時計や、Aの指輪・ネックレスなど、計数点がなくなっていたが、寝室にはもともと30点近い貴金属類があり、箪笥とは別に寝室に置いてあった、Aの宝石箱は手つかずで残っていたことが判明した。また、床には、一見して高価なものも残っており、馬渕宅の1階居間・2階寝室には、数カ所に分けて現金数十万円が残されており、A・Bの財布も、現金が入ったまま残っていた。
2002年8月14日までの捜査で、遺体や室内を焼くために使われたガソリンが入っていたとみられる燃料缶は、外部から持ち込まれていたことが判明した。燃料缶はBの遺体が発見された2階の夫妻寝室から発見されたが、馬渕邸にあったものではなかった。このことから捜査本部は、ガソリンの入手経路が犯人割り出しの手掛かりにつながる可能性があるとみて、捜査を進めた。一方で、犯人は犯行後、台所とガレージを仕切る、勝手口の扉を開けてガレージに出た後、ガレージ脇の扉を開け、外部に逃走した可能性が強いことも判明した。
2002年8月20日、東京証券取引所でマブチモーターの中間決算（連結）の発表が行われた。取締役経営管理部長（当時）・西村俊六は、事件の影響について「経営への影響は基本的にない」と答えた。
2002年8月21日までの捜査の結果、被害者遺族の指摘から、新たに1階の家事室からもAのアクセサリーなど、貴金属が紛失された可能性が高いことが判明した。家事室は、Aの遺体が発見された居間の隣にあり、2階の寝室ほどではなかったものの物色したとみられる形跡があった。

### 第2の事件

#### 事件発覚
2002年9月24日午後9時頃、Cが約束の時間（午後7時頃）を過ぎても現れなかったことを不審に思ったCの娘婿が、様子を見に行こうとC宅を訪ねてきた。娘婿はその際、1階居間にて普段着姿で両手首を電気コードで縛られ、うつぶせの状態で血まみれで倒れているCを発見し、110番通報した。
Cは、左首1か所・左脇腹数か所を鋭利な刃物で刺されており、病院に搬送されたが間もなく死亡した。
1階・2階それぞれの居間の箪笥の引き出しが物色されており、Cの財布もなくなっていることなど、室内に物色された跡があったことなどから、警視庁捜査一課は強盗殺人事件と断定し、碑文谷警察署に特別捜査本部を設置した上で捜査を開始した。
その後の特捜本部による捜査で、近隣住民への聞き込みの結果、事件前日の2002年9月23日午後4時過ぎから、午後5時半ごろにかけ、C宅から約30m離れた区立公園で、不審な男2人組がC宅をのぞき込んでいたことが判明した。また、Cは1階居間で、靴を履いたまま倒れていたことから、Cが帰宅直後に襲われた疑いがあるとみて、不審な2人組との関連について調べた。2人組のうち、1人はひげを生やしており、40歳代から50歳代の、身長約165cmの男で、白っぽいジャケットを着ていたやせ型の男だった。目撃証言によれば2人組は、C宅前をゆっくりと数回往復しながら敷地内をのぞき込んでいた。
Cの遺体を司法解剖した結果、死因は、片刃の刃物で胸を刺されたことによる出血・首を絞められたことによる窒息の、複合死因だったことが判明した。

### 第3の事件
2002年11月22日午前1時15分頃、事件当日の21日午前8時に出勤していたDが自宅マンションに帰宅したところ、自室内で妻E子が倒れているのを発見し110番通報した。
千葉県我孫子警察署が調べたところ、普段着姿のE子が2DKの奥の6畳間和室中央付近で、首に紐のようなものを巻き付けられて既に死亡していた。
司法解剖の結果死因は窒息死であることが判明し、遺体の衣類に乱れはほとんどなかったが、胃に内容物はほとんどなかった。
室内は、箪笥などが開けられ衣類が散乱するなどかなり荒らされており、電灯は消え、窓は閉まっていた。千葉県警捜査一課は同日午後、E子が首を絞められて殺害されたと断定し、殺人事件として我孫子署に捜査本部を設置して捜査を開始するとともに、室内の物色の跡から、物取り目的の可能性も視野に捜査を進めた。
2002年11月23日、捜査本部による捜査の結果、それまでに分かっていた箪笥の物色痕に加え、複数の部屋の中に多数の空き箱が散乱し、室内を執拗に物色した形跡があることが発覚した。これを受けて捜査本部は、物取りによる犯行の線が強まったとして金品紛失の有無を調べるとともに、夫妻の交際関係・金券ショップの顧客について捜査を進めた。同日も現場検証が行われ、玄関付近を中心に鑑識活動が行われたほか、「事件前後に不審者が目撃されなかったか」などの聞き込み捜査も進められた。
捜査関係者によれば、神田で金券ショップを経営していたDは、我孫子市内でも数軒のマンションを所有していた資産家だったが、前年2001年4月に同市内の一軒家・マンションを売却し、犠牲になった妻E子とともに現場マンションに転居していた。

### 捜査の難航

#### 2002年9月
被害者の眼・口を粘着テープでふさぐ一方で手足は縛らず、絞殺後に燃料を撒いて放火するという手口は、捜査本部が調べた結果、過去の事件にも例がない特異なものだった。
また、犯人らはあらかじめ燃料缶を準備するなど、周到な犯行の計画性が窺えた半面、Bの絞殺には現場にあったネクタイを使うなど、場当たり的な面も見られた。
その上、2階の夫妻寝室から貴金属数点がなくなっていた一方で、宝石箱は手つかずで多くの貴金属が残っていたり、現金130万円・預金通帳・印鑑なども、そのまま残っているなど、捜査本部は犯行動機を「物取り」か、「怨恨」か、絞り込めない状態が続いた。
そのため本事件発生から1カ月を控えた2002年9月4日時点でも明確な犯人像は浮上せず、捜査は難航していた。また、付近の新聞販売店員が「事件前後の午後3時前・4時前の2度にわたって、馬渕邸から数十m離れた路上で、紺色のキャップを被り、黄色いTシャツを着た、東南アジア系の男を見た。いずれも、男は慌てた様子もなく、普通に歩いていた」と証言したが、捜査本部の見方は「事件との関連性は薄い」というものだった。
一方で2002年9月4日、捜査本部の捜査の結果、現場に残されていた燃料缶は、ガソリン・エンジンオイルの混合燃料が入った2リットルの燃料缶だったことが判明した。燃料缶は馬渕邸にあったものではなく、表面の残った文字などを鑑定した結果、大阪市のメーカーが、2000年暮れ頃に商品化し、主に芝刈り機・草刈り機の燃料用として3月から9月の期間限定で、年間5万本から6万本ほど製造・販売していたもので、事件のあった2002年8月までに、全国で約86,000本が流通していた。この燃料缶の購入者は、主に造園業者・農業関係者らで、一般的な知名度はそれほど高くなかった。
遺体の周辺からも前述のようにガソリン・オイルの成分が検出されたことから、捜査本部は「犯人がこの燃料缶を持参し、中身を撒いて火を点けた」とみて、重要な遺留品として販売ルートの解明を進めたが、製造番号は焼け落ちていたため、扱った店までは特定できなかった。
また事件現場からは、犯行に使われたとみられる粘着テープの芯の燃えカスも発見されたが、これは大量に出回っている物であり、特定は困難を極めた。
その一方で地元では、「犯人は外国人ではないか」という噂が立ったことから、「事件後にいなくなったりした怪しい従業員はいないのに」（経営者）、客足が遠のき売り上げが悪化した外国系飲食店もあるなど、風評被害が見られた。

#### 2002年10月
事件から2カ月が経過した2002年10月5日時点でも、松戸東署捜査本部は100人体制を維持し、現場周辺の聞き込み・不審者の目撃情報などを手掛かりに捜査を進めたが、犯人に結び付く有力な情報は得られず捜査は難航した。前述のように、燃料缶の購入者割出が事件解決の手掛かりになると見た捜査本部は、松戸市内のホームセンターを中心に防犯カメラの映像を回収して解析を進めた。また、事件後に寄せられた様々な不審者の目撃情報は未確認のものもあったが、その大半は事件とは無関係だったことも判明していた。

#### 2003年・2004年
2003年（平成15年）2月13日、マブチモーターの取締役会が開かれ、社長を亀井慎二（当時専務）に交代し、馬渕は社長から代表取締役会長に退く人事が内定し、2003年3月28日の株主総会後に開かれた取締役会で正式決定した。マブチモーター広報宣伝室はこの人事について「交代は世代交代を図るもので、事件とは関係ない」とした。
2003年2月20日、馬渕が事件後初めて、報道各社に対し文書で心境を寄せた。その中で馬渕は「心のよりどころと、家庭のぬくもりや潤いを一度に失った、心のホームレス状態が続いている」「妻と娘は太陽と花のような存在だった」などと綴った上で、犯人について「犯人と対面したら、今はまだ犯行目的が不明なので、まずそれを知りたい。いずれにせよ恨んではいない」「同種の犯罪を増やさないためにも、1日も早い解決を望んでいる」と訴えた。
捜査本部は2003年3月14日、現場から盗まれた高級腕時計・指輪（総額約1300万円相当）と同型の商品を掲載したポスターを作成し、計3万5000枚を全国の駅前・交番などに配布、一般からの情報提供を呼び掛けた。また同日、これらの被害品9点を国際手配した。
事件から約1年となる2003年8月1日、捜査本部は唯一の遺留品として、犯人が使用したとみられる燃料缶について情報を公表し、改めて情報提供を呼び掛けた。
それまでの捜査で捜査本部は、「犯人は車庫内の勝手口から侵入し、1階居間でAを、2階寝室でBをそれぞれ絞殺した。その上で金品を奪った後、持ち込んだ混合燃料を撒いて放火し、侵入した勝手口から逃走した」と推測した。また、この時点までに千葉県警は、延べ約19,000人の捜査員を投入し、親族135人をはじめ、交友関係社・出入り業者など、計1335人の事情聴取を行い、周辺住民や通行人ら、計2441人からも事情聴取した。
燃料缶は、製造番号などが焼け落ちていたため購入先は特定できず、捜査本部は千葉県内で扱っていた72店と近県の店も含め、防犯カメラの映像を可能な限り分析したが、この時点までに有力な情報は得られていなかった。
被害総額約1300万円相当の外国製の腕時計5点・指輪4点が盗まれていたことから、捜査本部はこの時点で「金品目的の犯行」との見方を強めていたが、160万円近い現金・より高価な多数の貴金属類が現場に残っており、物色の跡があったのも2部屋だけだった。また、金庫をこじ開けようとした痕跡も見られなかったことから、「他の金目の物に手を点けなかった理由がわからない。殺害後に放火していることから、執拗な犯行と見て取れる」として、恨みによる犯行の線も捨てていなかったが、馬渕一家の家庭・周辺では事件につながるようなトラブルは見当たらなかった。
その上、有力な不審者の目撃情報もなく、火災による焼失・消火活動のために消防士らが侵入したことから現場が荒れ果て、指紋・足跡などの物証もほぼ皆無だった。馬渕は同日、文書で「大勢の皆様の励ましと、時間という薬のおかげで、徐々に寂しさは薄らいでおります。事件の多発で捜査体制が手薄になり、検挙率の低下につながる悪循環を懸念しています」とコメントした。
2004年（平成16年）1月、犯人逮捕につながる情報提供者に対し謝礼金1000万円を贈る計画が、被害者遺族・親族の間で発案された。この時点では「辛いことを思い出させてしまうと考え、（馬渕さんに）進言できなかった」が、2004年7月の3回忌法要の際、Aの義弟である同社相談役が馬渕に計画を打ち明けると、馬渕は「ポスターを見ると事件を思い出すことになって辛いが、今踏み切らないと後悔する」として計画を了承した。
このことから、事件から2年を控えた2004年8月3日、同社相談役らが松戸市内で会見し、『犯人逮捕に結びつく情報提供者に謝礼金1000万円を支払う」計画を明らかにした。事件から丸2年となる2004年8月5日、親族・会社関係者の計7人が「事件の捜査に協力する会」を発足させた。同会は、ポスター約40万枚を印刷し、全国の警察署に張り出すほか、新聞への折り込みチラシなどで配布した上で、謝礼金は翌2005年8月4日までの1年間に有力情報を提供した人に対し、同会が支払うこととなった。
千葉県警は、事件から2年となる2004年8月までに、延べ約26500人の捜査員を投入し、被害者の関係者など計4825人から事情聴取した。しかし犯人逮捕につながる有力情報は得られず、発生から1年間（2003年8月まで）に約90件あった一般市民からの情報も、事件の記憶の風化からかここ1年（2003年8月から2004年8月）では約10件に減少していた。
2005年（平成17年）8月5日、事件発生から丸3年を迎えた。
後述のように小田島ら2人を被疑者として名指しした具体的な証言が既に捜査本部に寄せられていたが、まだこの時点では裏付けが取れていなかったため、『読売新聞』2005年8月5日東京朝刊京葉版記事では「市民からはこの3年間で、約140件の情報が提供され、中には犯人を名指しする情報もあった。このことから、千葉県警は慎重に捜査を進めているが、捜査に大きな進展はない」と報じられた。前述の、有力情報提供者に対する被害者関係者らからの謝礼金1000万円の支払いは、当初は1年間の期限付きの予定だったが、被害者遺族らの「有力情報を得るまで延長したい」という意向から無期限延長となっていた。

### 急展開

#### 「お悔やみ泥棒」余罪で逮捕・起訴
小田島・M両名は、逃亡中の2004年（平成16年）3月頃から翌2005年（平成17年）にかけて、群馬県前橋市・高崎市、栃木県・茨城県・埼玉県などで、新聞のお悔やみ記事を見て、通夜・葬式で留守の会社役員や医師などの家を調べた。
その上でそれらの家々を狙い、数百件の空き巣を繰り返して合計約数千万円を盗んだ。
相次ぐ被害を受け、群馬県警察組織犯罪対策一課の捜査員らが通夜の家を重点的に警備していたが、小田島・M両名は、2004年12月23日にフィリピンに出国し、翌2005年1月6日に帰国するまでの間は同国に滞在していた。
2005年1月20日、小田島（当時61歳）・M（当時54歳）両名は、死亡した夫の通夜会場に出掛けて留守となっていた前橋市内の無職高齢女性宅に、鍵のかかっていない出入り口から侵入し、現金7300万円を盗んだ。この事件では、小田島が侵入する家屋・逃走経路などを決め、自ら盗みに入り、Mは運転手として、小田島を送迎する役割を実行していた。
2人は同日、群馬県警組織犯罪対策一課・前橋警察署に窃盗の現行犯で逮捕された。取り調べに対し、2人は「盗んだ金はパチンコ・生活費に使った」と供述した。
被疑者・小田島はその後、窃盗などの罪で前橋地方検察庁から前橋地方裁判所に起訴された。運転手役だった被疑者Mは、窃盗ほう助罪に問われ、前橋簡易裁判所に起訴された。被告人・小田島は窃盗事件の公判における被告人質問で「同様の手口の窃盗は、2004年2月頃から始め、逮捕されるまでに50件から60件ほど繰り返した」などと供述した。

#### 小田島・M両被告人の関与が浮上
その一方で、2004年11月、小田島・M両名と同じ宮城刑務所にいたという男性が、2人を名指しした上で事件について「同じような計画を話していた人間を知っている。情報を買ってくれないか」と、マブチモーター本社に電話で連絡した。
その1か月後の2004年12月、2人の知人を名乗る関西在住の男性から、松戸東署捜査本部に対し、「小田島・Mの2人が事件に詳しい」という、2人を名指しした内容の情報が寄せられた。その情報提供者は「小田島から馬渕邸の強盗に加わるように誘われたが、断った。その後、小田島らから『（本事件は）俺たちがやった。一家を皆殺しにした』などと聞かされた」などと証言した。
それまでの捜査は、犯行動機についても「金目当て」「怨恨」の間で揺れ、犯人像さえ絞り込めずに難航していたが、この男性が挙げた小田島らの名前・住所は具体的・正確で、「小田島が『家族に見つかったら、殺して火を点けてでも逃げる』と話していた」という証言は、実際の犯行とかなり共通していた。また本事件で殺害された被害者は、目・口を粘着テープで覆われていたが、「犯人」として挙げられた小田島は、過去に粘着テープを使った強盗・監禁事件（練馬三億円事件）を起こしていたことから、前件と手口に類似性が見られた。
『中日新聞』報道では、「男性の証言が具体的で、小田島の前科とも類似性が見られることから、捜査本部は裏付け捜査を進めた上で、2人の窃盗事件の捜査に目途が付き次第、本格的な捜査に着手する方針だ」と報じられた。2005年4月30日、いずれも中日新聞社発行の『中日新聞』2005年4月30日夕刊・『東京新聞』同日朝刊で、小田島らが本事件に関与した疑いが取り沙汰された。
この頃から、前橋地裁・簡裁で進行中の被告人2人の公判に報道陣が詰め掛けていたが、2人は終始伏し目がちで、傍聴席にはほとんど目を向けず淡々と公判に臨んでいた。2人は起訴後、群馬県内の別々の場所に拘置されていたが、本事件への関与が取り沙汰された直後、被告人・小田島に弁護人が持ってきた新聞には「小田島ら2人が、本事件に関与した疑いが強まったとして、千葉県警が近く身柄を移し事情を聴く」という内容の記事が掲載されていた。この記事を読んだ小田島は2005年5月、M宛に「出所したら、また一緒に（盗みを）やろう。千葉に行くかもしれないが大丈夫だ。俺は体も悪く、1人で生活するのも大変だから、養子縁組をしてほしい」などと書いた手紙を送っていた。
千葉県松戸東警察署捜査本部は前述の情報提供を受け、小田島・M両被告人の周辺を捜査した結果、他人名義のパスポートを使った出国が確認された。このため、その出国と事件との関係を調べるため、2005年6月頃、滞在先のフィリピンに捜査員を派遣した結果、小田島らの知人だという現地女性らから、現地での2人の行動などについて事情を聴くことに成功した。

#### 窃盗の余罪で有罪判決
2005年6月27日、小田島被告人に対する論告求刑公判が開かれ、検察側は懲役6年を求刑した。検察側は論告で、「小田島被告人は、2004年9月から2005年1月にかけ、前橋市・高崎市などで計4件の民家に侵入し、現金約3万9000円などを盗んだ」と指弾した。
2005年6月30日、前橋簡裁（中野哲美裁判官）は、窃盗ほう助の罪に問われた被告人Mに対し、懲役2年8か月の実刑判決を言い渡した。この判決によれば、Mは2004年9月頃から2005年1月にかけ、小田島が前橋市など群馬県内4件の住宅で盗みをした際、小田島を乗せた車の運転手役を務めた。これを踏まえて前橋簡裁は「極めて計画性の高い悪質な犯行」と指弾した。被告人Mはその後、東京高等裁判所に控訴しなかったため、この実刑判決が確定した。
小田島の判決公判は2005年7月13日、前橋地裁（久我泰博裁判官）で開かれ、同地裁は「犯行は常習性の表れ」などとして、小田島被告人に懲役4年（求刑・懲役6年）の判決を言い渡した。小田島被告人はその後、この判決を不服として、東京高裁に控訴した。

### 事件解決

#### 2005年9月以降、小田島ら2被疑者への捜査開始
前述の小田島らを名指しした情報の提供を受け、松戸東署捜査本部が裏付け捜査を開始したところ、2005年9月23日までの捜査で、「事件2日前の2002年8月3日と事件当日の同5日、2人に関係する車が現場付近の松戸市内の国道を走行していた」ことが確認された。
これを受け、「小田島ら2人が何らかの事情を知っている」との見方を強めた捜査本部は同日、2005年9月中にも2人を事情聴取する方針を固めた。この時点で控訴中の小田島は62歳、実刑判決が確定した受刑者Mは54歳だった。
事件後、2人はフィリピンに渡航していたことが判明し、このうち小田島は他人名義でパスポートを取得した疑いも浮上したため、捜査本部は渡航目的に関心を寄せつつ、パスポートの不正入手の経緯・目的を調べるとともに、現地に捜査員を派遣した。
その結果、小田島被告人がマニラ市内の知人女性に高級腕時計などの貴金属類を贈っていたことが判明したが、その際には不正入手したパスポートを使用して渡航した可能性が高いことが判明した。また小田島被告人は、本事件で馬渕邸から奪ったとみられるダイヤモンドを東京都内の宝石商に売却した疑いも浮上した。
なお、前述の一連の窃盗事件について、『読売新聞』東京朝刊群馬西版記事では小田島・M両被告人を、ともに実名報道していたが、本事件の捜査に入った段階では全国版でも本事件について言及した一方、小田島を「62歳の男」、Mを「54歳の男」と、それぞれ匿名報道に切り替えた。
松戸東署捜査本部は2005年9月30日、小田島ら2被疑者を旅券法違反容疑などの別件で逮捕した。捜査本部は、小田島被疑者が東京都内で売却した宝石・女性に贈った貴金属類との特定を急ぐとともに、これらの入手経緯についても調べつつ、強盗殺人容疑も視野に入れて被疑者2人を追及した。
捜査本部は2005年10月2日、小田島・M両被疑者を旅券法違反などの容疑で千葉地方検察庁に送検した。

#### 千葉県警が小田島らを強盗殺人容疑などで逮捕
2005年10月5日までに、松戸東署捜査本部の任意の取り調べに対し、被疑者Mが「（事件当日に）小田島と2人で社長宅に行った」と認め、妻娘殺害への関与を認める供述をした。これを受けて捜査本部は慎重に裏付けを進めた上で、被疑者2人を容疑が固まり次第、強盗殺人容疑で再逮捕する方針を固めた。
その後、2005年10月20日までの任意の取り調べに対し、2005年10月17日に55歳の誕生日を迎えた被疑者Mは「強盗に入ったが、母親（A）と娘（B）に見られたので2人を殺し、証拠隠滅のために火を点けた」などと、容疑を認める供述をした。一方、小田島被疑者は「関係ないのでわからない」などと供述し、一貫して関与を否定した。
2005年10月21日、千葉地方検察庁は小田島・M両被疑者を旅券法違反罪などで千葉地方裁判所に起訴した。
松戸東署捜査本部は同日、小田島・M両被告人を強盗殺人・現住建造物等放火の容疑で再逮捕した。
この時の逮捕容疑は、「被疑者2人は2002年8月5日の午後1時半から3時半にかけて馬渕邸に押し入り、1階居間にいたAを紐状のもので、2階寝室でBをネクタイで、それぞれ首を絞めて殺害した上、腕時計・指輪など計10点966万円相当を奪い、持ち込んだ混合燃料を2人の遺体周辺に撒いて火を点け、馬渕邸を半焼させた疑い」であった。
取り調べに対し、被疑者Mは「金目当てで小田島と2人で馬渕邸に押し入った。（犯行前）刑務所にいたときから、関東近県の資産家宅を狙おうと考えていた」と供述し、容疑を認めた。
その一方、小田島被疑者は「事件には関係ない」と供述し容疑を否認した。
本事件での逮捕を受け、『読売新聞』では、それまで匿名で報道していた小田島・M両名を、ともに実名報道に切り替えた。
前述のように小田島らの逮捕につながる情報を提供した男性は、千葉県警の事情聴取を受けた後、『朝日新聞』の取材にも応じた。それによれば、小田島・M両被疑者は、別の男性受刑者1人を加えた計3人で、企業の功績・役員の名前などを記した情報誌を読みつつ、「資産家宅に押し入って、金を奪おう」などと話し合っていた。その上で小田島はMらに対し「練馬三億円事件の際、証拠を残したので犯行がばれた。今度捕まったら刑務所で死ぬしかない」などと話しつつ、証拠を隠すため「放火」・「殺人」などについても言及していた。
また別の関係者によれば、小田島はマブチ事件について容疑を否認したが、2005年10月21日の逮捕直前になって練馬三億円事件について言及し、「事前に押し込み先の候補として関東近郊の複数の企業経営者を多数リストアップしていた」ことなどを話し始めた。そのターゲットとして検討していた候補は、東京都内の建設会社・群馬県内のパチンコ機器メーカー・横浜市内のゲームソフト制作会社など多岐にわたっており、マブチモーター社はその候補の1つだった。

#### 本事件容疑における逮捕後の捜査
松戸東署捜査本部は2005年10月22日、逮捕容疑の強盗殺人容疑などで被疑者Mを千葉地方検察庁に送検した。
被疑者Mは、取り調べに対し容疑を認めた上で「死刑になってもいい」などと述べ、反省している様子を見せており、取り調べに対しても素直に応じ、「小田島に従って犯行に及んだ」という趣旨の供述をした。捜査本部は、被疑者Mの供述の裏付けを慎重に進めた。
一方、小田島被疑者は「私は関係ない」と、この時点でも依然として容疑を否認していたが、同日には前述のように『小田島が拘置中の2005年5月、Mに対し手紙を送っていた」ことが判明した。捜査本部は、前述の「千葉に行くかもしれないが、大丈夫」という記述について、小田島がMに対し「『千葉県警に呼ばれても、自分は何も供述しないから大丈夫だ』という意図を伝え、お互い本事件について供述しないようにと求めた」ものと推測した。また、「養子縁組を求める記述については、Mに対し、仲間意識を強めるよう求める内容だ」と推測した。
また、2人が事件前に同じ宮城刑務所に服役していた頃から、企業経営者の資産ランキングなどを掲載した雑誌を参考に東京近郊での強盗計画を練っていたことや、過去に練馬三億円事件で服役していた小田島は、複数の同房の受刑者に対し「（以前捕まったのは）被害者を生かしておいたのが失敗だった」と漏らしていたことも判明した。
2005年10月23日までの取り調べで、被疑者Mは「宅配業者を装って押し入り、長女Bをいきなり羽交い絞めにし、粘着テープで目・口をふさいだ。自分は妻Aを見張りつつ、小田島がBに金品のありかを聞きながら、1・2階で室内を物色した」と供述したため、捜査本部は裏付けを進めた。
その一方で2人は腕時計・指輪など計10点966万円相当を奪ったが、馬渕邸には事件後も多数の宝石類や現金・金の延べ棒などが残され、2階にあった金庫も無事だった。この点について捜査本部が調べたところ、「小田島に脅されて金品のありかを教えたBは、金庫の開け方・金品の保管場所についてあまり詳しくなかった」ことが判明した。このことから捜査本部は、小田島らはこれらの金品を発見できないまま2人を殺害し、馬渕邸に放火・逃走したものとみて捜査した。
2005年10月24日、小田島・M両名は事件の半月後、不正取得したパスポートを用い、フィリピンに渡航していたことが捜査本部の調べで判明した。2人は2002年8月20日から11日間フィリピンに滞在し、2005年1月に群馬県警に逮捕されるまで、小田島は10回以上、Mも5回前後、フィリピンに渡航していた。
2005年10月28日、松戸東署捜査本部の取り調べに対し、被疑者Mは「放火に使うため、燃料を事前に群馬県内のホームセンターで購入した」と供述した。それまでの現場検証では長女の遺体が発見された2階寝室でガソリン・オイルの混合燃料が発見されていたが、この燃料は主に草刈り機に使われるもので、「小田島ら2人は、当初から証拠隠滅のため、馬渕邸を放火する計画の上で、犯行に及んだ」という線が強まった。
また、馬渕邸を標的に選んで押し入った理由について、被疑者Mは「雑誌で関東近辺の資産家を数十か所選んだ」と供述していたことから、捜査本部は「2人が複数個所を下見した上で、犯行場所を選んだ」とみて、詳しい経緯を追及した。このほか、他人名義のパスポートを不正取得した旅券法違反容疑で逮捕された事件について被疑者Mは「犯行後、海外に高飛びするつもりだった」と供述した。

#### 千葉地検が小田島らを起訴
千葉地方検察庁は、事件発生から3年3カ月となった2005年11月11日、強盗殺人・現住建造物等放火・住居侵入の3つの罪で、小田島・M両被疑者を千葉地方裁判所に起訴した。
この時点で小田島被告人は、一貫して犯行を否認し続けていたが、犯行の経緯を被告人Mが詳細に供述した上で「別事件で服役中だった小田島から、犯行に誘われ、指示に従った」と供述したことから、捜査本部などは「小田島被告人が主犯」との見方を強めた。このことから千葉地検は、こうした供述を裏付ける、様々な状況証拠を積み重ね、公判での犯罪立証は可能として、起訴に踏み切った。また、それまでの取り調べで「被告人2人は当初から、居合わせた家人を殺害し、金や貴金属などを奪う計画だった」ことが判明していた。

#### 被告人Mが余罪2件自供
2005年12月1日までに、被告人Mは「小田島被告人と共謀し、東京都・千葉県で計2人を殺害した」と、目黒区・我孫子市の2事件について供述した上でその上申書を提出した。そのうち我孫子市の事件では箪笥が開けられ、衣類が散乱するなど、執拗に物色した形跡があった。
室内で採取された犯人のものとみられる掌紋は不鮮明だったが、被告人Mの供述を受けて千葉県警が詳細に調べたところ、被告人Mの掌紋と一致した。
小田島被告人も関係者に対し、「警官を装って押し入った」などと2件への関与をほのめかしていたことから、千葉県警は翌週にも2被告人を強盗殺人容疑で再逮捕する方針を固めた。
2005年12月2日までの千葉県警の取り調べに対し、被告人Mは目黒区の事件について、「被害者Cと揉みあいになったため、小田島がナイフでCを刺し、自分が電気コードで手足を縛った」と供述した。Cの血液型はA型だったが、現場からはA型とは別に、小田島被告人の血液型と同じB型の血液も採取されていたため、千葉県警は被告人Mの供述を裏付ける物証とみて、警視庁にも情報を伝えた。
マブチ事件・我孫子市の事件では被害者3人をいずれも絞殺したのに対し、目黒区の事件のみ被害者を刺殺した理由について、被告人Mは「ナイフは本来、脅迫用に持っていた物で刺すつもりはなかったが、激しく抵抗されたため、小田島がナイフでCを刺し、自分と2人がかりで殺害した」と供述した。
その上で被告人Mは、目黒区・我孫子市の両事件について「マブチ事件でもっと多くの金が得られていれば、こんなことにならなかった」とも供述した一方、小田島被告人は関係者に対し、各事件への関与を認めたものの、この時点では捜査当局の取り調べに対しては、3事件いずれも依然として応じず、供述調書の作成なども拒否していた。

#### 我孫子事件で再逮捕・追起訴
しかし小田島は2005年12月4日、千葉県警に対し、我孫子市の事件について「被告人Mとともに被害者E子を殺害して金を奪った」と、事件への関与を認める内容の上申書を提出した。小田島は事件の主犯格と目されており、取り調べに対してもマブチ事件などへの関与を大筋で認めつつも、「裁判まで待ってほしい」として、裁判の証拠にできる調書の作成をそれまで拒んでいたが、この時点で始めて捜査当局に対し事件を文書の形で認めることとなった。
前述の我孫子市の事件への関与の疑いが強まったことを受け、千葉県警は2005年12月7日、小田島・M両被告人を、同事件でE子を殺害し指輪など計4点・約70万円相当を奪ったとして、強盗殺人容疑で再逮捕した。
一連の事件は2002年8月から11月の3カ月半の間に、小田島・M両被疑者により3件の事件で計4人が殺害された連続殺人事件である線が強まったことから、警察庁は2005年12月7日付で、「社会的反響の大きい凶悪・特異・重要な事件」として、一連の3事件を警察庁広域重要指定124号事件に指定した。この時点で小田島被告人は、我孫子市・目黒区の両事件について関与を認める上申書を書いたものの、マブチ事件については引き続き文書化には応じなかった。
千葉地検は2005年12月28日、小田島・M両名を、我孫子市の事件に関する、強盗殺人罪などで追起訴した。

#### 目黒事件で再逮捕・起訴
2006年（平成18年）1月13日、目黒区の事件について捜査を進めていた警視庁碑文谷警察署特別捜査本部は、小田島・M両被告人の身柄を拘留先の松戸東警察署から碑文谷署に移送した上で、Cを殺害し、現金35万円・指輪1個を奪ったとして、両被告人を強盗殺人・住居侵入容疑で再逮捕した。
また同日、「事件現場からは被害者Cが経営していた歯科医院の住所・Cの氏名などが掲載された、Cの歯科医院の広告部分の電話帳の切り抜きが見つかっていた」ことが判明した。
取り調べに対し2被告人は、被害者Cを狙った理由について「職業別電話帳で歯科医を探した。大金があると思った」、「電話帳は50音順で、Cの歯科医院が真っ先に目についたため、Cを標的にした」などと供述した上、「事件の2，3日前に歯科医院・C宅を下見した上で、事件当日に自宅付近でCが1人で帰宅するのを待ち、犯行に及んだ」と供述した。
このことから特捜本部は「2被告人が個人名電話帳からCの自宅住所を割り出した」とみて追及した上で、、被疑者Mが凶器のナイフについて、「群馬県内の利根川河川敷に捨てた」と供述したことを受けて捜索したが、この時点までには発見できなかった。
東京地方検察庁は2006年2月3日、小田島・M両被疑者を、強盗殺人・住居侵入の罪で東京地方裁判所に起訴した。

## 刑事裁判

### 第一審・千葉地裁

#### 被告人Mの公判

##### Mの初公判
2006年2月23日、千葉地方裁判所（宮本孝文裁判長）にて、被告人Mの初公判が開かれた。
この日の公判では、マブチ事件についてのみ審理され、追起訴された我孫子・目黒の2事件についての審理は、2006年5月25日の次回公判以降に併合審理することとなった。
冒頭陳述で検察側は、「過去に殺人で服役していた被告人Mは、獄中で『カネが入れば、海外旅行・女遊びなどでバラ色の人生を送れる』と犯行を決意した」ことを主張した。その上で検察側は「来世でもまた（殺害された妻と）一緒になりたい」「犯人が捕まっても2人は戻らず、喪失感は埋まらない」などといった、被害者遺族らの心境が綴られた調書を朗読した。
同日、罪状認否で被告人Mは「間違いありません」と起訴事実を認めたが、被害者遺族らがいた傍聴席に対しては、視線を向けたり頭を下げたりするような行動を取ることは一度もなかった。

##### 第2回公判認否
2006年5月25日、第2回公判が千葉地裁（根本渉裁判長）で開かれた。
この日は、追起訴された目黒区・我孫子市の両事件について、検察側冒頭陳述・被告人Mの罪状認否が行われた。同日、罪状認否でMは「間違いありません」と、起訴事実を認めた。

##### 死刑求刑・最終弁論
2006年10月5日、論告求刑公判が開かれ、検察側は被告人Mに死刑を求刑した。
検察側は論告で、「4カ月で4人を殺害するなど、犯罪史上まれに見る、重大かつ凶悪な犯行だ」などと主張した。
同日、最終弁論で弁護人側は「3事件は、いずれも小田島が計画・主導した」などと主張し、酌量を求め、結審した。

##### Mに死刑判決
2006年12月19日、判決公判が開かれ、千葉地裁（根本渉裁判長）は、検察側の求刑通り被告人Mに死刑判決を言い渡した。
千葉地裁は判決理由で「遊ぶ金欲しさにわずか3カ月余りで4人を殺害した犯行は極めて残虐で、人間性の片鱗もうかがえない。被告人Mは1989年に殺人で服役したにもかかわらず、人命を奪ったことへの真摯な改悛の情がうかがえない。矯正の余地を見出すのは困難で、極刑をもって臨むほかない」と犯行を指弾した。
その上で、被告人Mの弁護人による「3事件は小田島が主導しており、被告人Mの関与の程度は低い」という主張に対しても、「被告人Mは小田島被告人に対し、積極的に犯行を働きかけた側面もあり、主従関係はなかった」、「被告人M・小田島被告人は、相互補完し合いつつ犯行を遂行した。その役割に格段の差異はない」と事実認定し、量刑における死刑回避を求める主張を退けた。
また弁護人側は、3事件の起訴事実のうち目黒区の事件について「被害者Cと揉み合った際、偶然刃物が刺さり、Cが死亡してしまった」として殺意を否認し、強盗致死罪の成立を主張していたが、千葉地裁はこの主張を「傷の深さなどから、確定的な殺意が認められる」として退け、検察側の主張通り、強盗殺人罪の成立を事実認定した。
閉廷後、「事件の捜査に協力する会」の会長を務めていた、被害者Aの義弟は「Mは死刑を覚悟していた様子だが、反省の様子は見えなかった。自分の所業がいかに異常・残酷かを反省し、人間に近づいてから刑を受けてほしい」と語った。

###### Mが東京高裁に控訴
弁護人曰く、「Mは死刑判決を覚悟していた」というが、被告人Mは「気持ちを整理するために時間が欲しい」などとして、2006年12月22日付で、東京高等裁判所に控訴した。

#### 小田島被告人の公判

##### 小田島被告人の公判前整理手続
2005年12月27日、千葉地裁は本事件で起訴された小田島被告人の公判について「公判前整理手続」の適用を決定した。
千葉地検は「被告人が主張を明らかにしていないため、争点が不明で、効率的審理には手続きが不可欠だ」と判断し、千葉地裁に対し同手続の適用を求めていた。千葉地裁での適用事案は、架空請求詐欺仲間割れ殺人事件の被告人5人の公判に続き2例目だった。
千葉地裁はその後、2006年5月9日に千葉地検の要請を受け、小田島被告人について「千葉地検から追起訴された我孫子市の事件と、東京地検から東京地裁に起訴されていた目黒区の事件についても、いずれも千葉地裁で一括審理すること」「それらの事件についても公判前整理手続を適用すること」を決めた。
小田島被告人は、捜査段階で供述調書の作成を拒否していたため、「被告人が主張を明らかにしていないため、争点が不明で、効率的審理には手続きが不可欠だ」と判断した千葉地検が、千葉地裁に対し、公判前整理手続の適用を求めた。その結果、千葉地裁は同手続の適用を決め、Mとは分離公判となった。
2006年8月29日、小田島の第2回公判前整理手続きが千葉地裁で行われ、初公判期日はが2006年9月12日に指定された。捜査段階で一貫して起訴事実を否認していた小田島は、起訴後は一転して関係者に犯行を認める話をしたため、起訴事実そのものについては争われず、争点は「死刑制度の合憲性など」の3点に絞られた。

##### 小田島の初公判
2006年9月12日、千葉地裁（根本渉裁判長）で小田島被告人の初公判が開かれた。
同日の冒頭陳述で検察側は、「小田島被告人は練馬三億円事件で宮城刑務所に服役した際、獄中で『マブチ事件』を計画し、獄中で知り合った被告人Mとともに出所後に下見を重ね、犯行を実行した。3件とも小田島被告人が主犯格として、具体的な計画を立てた』」と主張した。
小田島被告人は、詳細な供述を拒んできた捜査段階から一転して、同日の罪状認否で「間違いありません」と起訴事実を認める供述をした。

##### 第2回公判
9月21日、第2回公判が開かれた。
同日は証人尋問が行われ、分離公判中だった共犯被告人Mが検察側の証人として出廷した。
被告人Mは「宮城刑務所に服役中だった1990年代半ば、小田島被告人から犯行に誘われ、出所後に本事件を実行する約束をした」と説明した。
その上で、小田島被告人が1990年に起こした練馬三億円事件についても触れた上で、「出所後の生活に不安もあったため、小田島被告人の『実績』を信じ、計画に乗った」と語った。
一方、本事件後の2002年秋に起こした目黒区・我孫子市の両事件について、被告人Mは「本事件で得た遊興費が尽きたため、自分の方から、再び『資産家を狙おう』と催促した」と述べた。
また被告人Mは、「黙秘の合言葉として『森の石松』を使っていた」ことを明かした上で、「マブチ事件の取り調べ中、隣室にいた小田島被告人が突然『森の石松』と叫んだ」とも証言した。その上で被告人Mは「小田島が自分に対し、口止めを求めてきたことは分かったが、事件の被害者遺族に申し訳ないと思い、犯行を認める供述をした」と述べた。

##### 千葉地検が小田島に死刑求刑
2006年12月21日、論告求刑公判が開かれ、検察側は小田島被告人に死刑を求刑した。
同日の論告で検察側は「小田島は真面目に働かず、遊興費などを得るため、一攫千金を狙って資産家宅を襲った」と指摘した上で、「約4カ月で4人を殺害するなど、犯罪史上稀に見る残虐非道で凶悪な犯行だ。人命軽視・反社会的な性格は究極に達し、矯正は不可能だ」と糾弾した。
また、小田島被告人の弁護人が「目黒区・我孫子市の事件は、被告人Mに促されたために犯行に及んだ」と主張していることに対しては、「犯行計画・現場における指示など、犯行に積極的に関与している」と反論した。

##### 小田島の弁護人が最終弁論
2007年（平成19年）2月22日、弁護人側の最終弁論が行われ、結審した。
最終弁論で弁護人側は、小田島被告人が幼少期に父親を亡くしたことや、母親に無理心中を迫られたことなどに触れ、「小田島被告人は人格形成期から不遇であり、酌量すべき点がある上、矯正の余地もある」と主張し、死刑回避を求めた。
小田島被告人は犯行を否認する態度を取っていた捜査段階とは一転し、公判中は罪状を認めたことから、起訴事実については争われず、初公判から約半年（公判10回目）での結審、11回目での判決となった。

##### 小田島に死刑判決
2007年3月22日、千葉地裁（根本渉裁判長）は検察側の求刑通り、小田島被告人に対しても死刑判決を言い渡した。
千葉地裁は判決理由で「人間性の片鱗もうかがえず、反社会的な犯罪性向は根深い」、「更生の場であるはずの獄中で、反省を深めなかったどころか、新たな犯行の仲間を募り、企業情報誌を片手に、犯行計画を立案した。強盗殺人3件の犯行後も、空き巣を繰り返して生計を立て、事件発覚後も否認を続ける一方、週刊誌には犯行を詳述していた（#雑誌記事参照）ことから、改善・矯正の余地を見出すのは困難だ。3事件は、いずれも周到な計画に基づく犯行で自己中心的であり、生命の尊厳にまったく思いを致そうとしておらず、酌量の余地はない」と事実認定し、死刑の量刑選択を理由づけた。
判決が言い渡された千葉地裁第301号法廷では、被害者遺族ら10人が小田島被告人の様子を見つめていたが、小田島被告人が振り向くことはなかった。
閉廷後、「事件の捜査に協力する会」の会長を務めていた被害者Aの義弟は「死刑はもっともな判決。小田島被告人の態度からは反省の様子が微塵も出ていない。小田島被告人は本当に反省しているのならば、控訴していたずらに時間を引き延ばさず判決を受け入れてもらいたい」と語った。

###### 小田島の弁護人が控訴
小田島被告人は、判決前には弁護人に対し「死刑になって当然のことをした。控訴はしないでほしい」と話していたが、2007年3月28日になって「裁判（控訴）のことはお任せします」と記した手紙を送った。
その後、判決を不服とした小田島被告人の弁護人は、量刑不当を理由として、2007年4月3日付で、東京高裁宛の控訴手続書類を、千葉地裁に提出し、翌2007年4月4日付で控訴した。
2007年6月27日、小田島被告人は拘置先の千葉刑務所拘置区から東京拘置所に移送された。

### 控訴審・東京高裁

#### 小田島が控訴取り下げ・死刑確定
小田島被告人については、2008年1月に東京高等裁判所で控訴審初公判開廷が予定されていたが、2007年11月1日付で小田島被告人自身が控訴を取り下げたため、死刑が確定した。
小田島はこの頃、弁護人との接見を拒否した上で、弁護人に対し「これ以上私のことで負担をかけるわけにはいかない」という手紙を送った。
弁護人は「取り下げは本人の誤解に基づくものだ」と主張し、2007年11月6日付で「控訴取り下げを無効として控訴審を開廷する」ことを東京高裁に申し立てた。
しかし東京高裁（中川武隆裁判長）は翌2007年11月7日付で、「本人は取り下げの意義を十分理解していた」として、本人による控訴取り下げを有効とする決定を出した。

#### Mの控訴審初公判
小田島被告人の死刑確定に先んじて、2007年10月29日、東京高裁（中川武隆裁判長）で被告人Mの控訴審初公判が開かれた。
弁護人側は「第一審の死刑判決は、必要不可欠だった精神鑑定を却下した上で言い渡された。被害者4人のうち2人の殺害は小田島被告人の独断であり、被告人Mの共謀は成立しない」と主張し、死刑判決の破棄・量刑の軽減を訴えた。

#### Mに二審も死刑判決
2008年（平成20年）3月3日の控訴審判決公判で、東京高裁（中川武隆裁判長）は第一審・千葉地裁の死刑判決を支持し、被告人M・弁護人の控訴を棄却する判決を言い渡した。
東京高裁は判決理由で「被告人Mは4事件すべてにおいて小田島被告人と共謀していた」と事実認定し、弁護側の「被害者4人のうち2人は小田島被告人が単独犯で殺害した」とする主張を退けた上で、「犯行経緯・動機に酌量の余地はない」と断じ、量刑不当を訴えた弁護人側主張を退けた。
被告人Mは判決を不服として、最高裁判所に即日上告した。

### 上告審・最高裁第三小法廷

#### Mの上告審弁論
2011年（平成23年）10月18日、最高裁判所第三小法廷（寺田逸郎裁判長）で、被告人Mの上告審口頭弁論公判が開かれた。
弁護人側は「被告人Mは小田島被告人に従属的な立場であり、死刑は量刑不当である」と主張し、死刑判決の破棄を訴えた。
一方、検察側は「大金を手に入れようとした動機に酌量の余地はなく、死刑で臨むほかない」と主張し、被告人M・弁護人側の上告棄却を訴え、結審した。
最高裁第三小法廷（寺田逸郎裁判長）は2011年11月4日までに、上告審判決公判の開廷期日を2011年11月22日に指定し、関係者に通知した。

#### Mに上告棄却判決・死刑確定
2011年11月22日に上告審判決公判が開かれ、最高裁第三小法廷（寺田逸郎裁判長）は一・二審の死刑判決を支持し、被告人M・弁護人側の上告を棄却する判決を言い渡した。
これにより、先に死刑が確定した小田島被告人と同様、被告人Mの死刑が確定することとなった。
最高裁第三小法廷は判決理由で「大金を得て遊んで暮らすため、落ち度のない4人の命を奪った結果は重大で、死刑はやむを得ない」と結論付けた。

## 死刑囚らのその後

### 死刑囚・小田島の病死
死刑囚として東京拘置所に収監されていた小田島は、日記を執筆し、ノンフィクション作家の斎藤充功に手紙として送っていた。身元引受人となった斎藤は、小田島の了承を得た上で、それらの内容を「死刑囚獄中ブログ」と題したブログ（管理人は斎藤とは別人。ウェブの方針など、より上位の判断をするのは比嘉健二）に、2007年10月の開設以来、掲載し続けていた。同ブログは2009年（平成21年）11月20日、『最期の夏 「マブチモーター事件」強盗放火殺人犯 死刑囚獄中ブログ』と銘打った書籍でミリオン出版から発売された。
フィリピン在住の息子が死刑執行を知ることのないよう、小田島死刑囚は2013年（平成25年）2月、東京家庭裁判所に対し、出生時の旧姓である「畠山」に改姓することを申し立てた。2013年6月には東京家裁で改姓が認められ、小田島は「畠山」姓に改姓した。
畠山死刑囚は2017年（平成29年）1月下旬に食道がんであることが判明し、自身の意思で東京拘置所内にて痛み止めなどにより症状を緩和する治療を受けていた。しかし2017年9月16日夜に容体が急変し、同日22時30分ごろに東京拘置所内で病死した（74歳没）。

### 死刑囚・Mの病死
Mは2024年7月22日、入浴中に目眩により転倒し、頭部を負傷。8月16日に検査を行ったところ、転移性の肝がんと大腸がんと診断された。以降はがんの緩和治療を行っていたが、9月9日午前4時55分ごろに東京拘置所で死亡が確認された。73歳没。

## 国家賠償請求訴訟
2005年10月、千葉県弁護士会所属の島田亮・秦英準両弁護士は担当弁護士として、旅券法違反容疑などで逮捕されて本事件の重要参考人として松戸警察署に拘置されていた被疑者Mと接見した。
その途中2人は、警察官から3度に渡り「接見を終わらせてほしい」と要請された。別の日にも、島田は被疑者Mと接見したが、「捜査側との調整」などの理由で接見を33分待たされた。
これを受け両名は2006年11月29日、接見を捜査員に妨害されて精神的苦痛を受けたとして、千葉県を相手取り、慰謝料30万円の支払いを求める国家賠償請求訴訟を千葉地裁松戸支部に起こした。同日会見した2名は、「当時、逮捕事実ではなかったマブチ事件に対する取り調べを、弁護人に邪魔されたくないという、警察の意図が見え隠れしていた」と語った。
この訴訟の第1回口頭弁論が2007年1月19日、千葉地裁松戸支部（小野聡子裁判長）で開かれた。千葉県側は、答弁書で請求棄却を求め、争う姿勢を見せた。
2008年9月26日、千葉地裁松戸支部で、岡本岳裁判長が「違法行為は認められない」として、2人の請求を棄却する判決を言い渡した。

## 事件後
2005年12月下旬、被害者遺族・マブチモーター関係者らで結成されていた「事件の捜査に協力する会」は、犯人逮捕につながる有力情報となった、事件前後の小田島らの言動などを、捜査本部に提供した計4人に対し、1人当たり250万円ずつ、計1,000万円支払った。
事件後、事件現場となった馬渕邸跡地（約496㎡）は馬渕の手で更地にされた上で、防災用にも利用できる井戸が整備された。その後、2007年1月、馬渕からの「事件で迷惑をかけた地域の方々のためにも、防災・防犯に活用してほしい」という申し出の下、松戸市に寄付された。これを受け、松戸市生活安全課は2007年10月29日までに「この敷地に約104㎡の平屋の防犯・防災拠点施設を建設し、市内の防犯・防災関係者を招いた会合が開けるような比較的広い会議室や、市内の防犯ボランティアに貸し出している防犯用品・防災用機材を収納する倉庫などを設置し、管理する職員を常駐させ、地元でもパトロールの拠点などとして活用する」といった計画を決めた。松戸市議会は2008年2月の市議会で、関連予算案などを提案する予定を決め、松戸市は2008年10月20日、地元で説明会を開いた。
2007年11月にはさらに松戸市に対し、馬渕から工事費（約2700万円）の一部として1500万円が寄付された。2009年（平成21年）4月6日、同地に防犯・防災拠点「安全安心ステーション」がオープンした。この建物は、平屋建て約104㎡で、市民に貸し出す防犯・防災用具などを収納する倉庫や、会議室などが設けられており、平日は職員が常駐し、地域の会合・防犯パトロール活動の拠点などとして利用される。建物のそばには、「寄贈者の思い」として「再び痛ましい事件や火災が起こらぬことを願い」などと記された碑と、生前は花が好きだったというA・B両被害者を偲んだ花壇が設けられた。